# Cotxoa de Java
El cotxoa de Java (Cochoa azurea) és un ocell de la família dels túrdids (Turdidae).

## Hàbitat i distribució
Viu entre la malesa del bosc, a les muntanyes de l'oest i centre de Java.